# アタック!! (イングヴェイ・マルムスティーンのアルバム)
『アタック!!』（Attack!!）は、2002年に発表されたイングヴェイ・マルムスティーンの14作目のスタジオ・アルバム。

## 概要
発売名義は「イングヴェイ・J・マルムスティーンズ・ライジング・フォース」。日本盤ジャケットの帯解説は「歴史的なコンチェルト公演を大成功させ、アーティストとして大きな飛躍を遂げたNo.1ギタリスト、イングヴェイが新メンバーで放つ渾身のニューアルバム!」である。15曲目の「Air」はバッハの「G線上のアリア」が原曲となっている。
日本盤の初回特典にはトレーディングカードが付属された。米国盤には13曲目の「Touch The Sky」は収録されておらず、ボーナストラックの「Dreaming (Live)」はドゥギー・ホワイトが歌っている。

## 収録曲
| 全作曲・編曲: イングヴェイ・J・マルムスティーン。 |                                                        |                                   |                                   |      |
| #                                                 | タイトル                                               | 作詞                              | 作曲・編曲                        | 時間 |
| 1.                                                | 「レイザー・イーター」(Razor Eator)                    | イングヴェイ・J・マルムスティーン | イングヴェイ・J・マルムスティーン | 3:27 |
| 2.                                                | 「ライズ・アップ」(Rise Up)                            | イングヴェイ・J・マルムスティーン | イングヴェイ・J・マルムスティーン | 4:33 |
| 3.                                                | 「ヴァリー・オブ・キングズ」(Valley Of Kings)          | イングヴェイ・J・マルムスティーン | イングヴェイ・J・マルムスティーン | 5:44 |
| 4.                                                | 「シップ・オブ・フールズ」(Ship Of Fools)              | イングヴェイ・J・マルムスティーン | イングヴェイ・J・マルムスティーン | 4:16 |
| 5.                                                | 「アタック!!」(Attack!!)                               | イングヴェイ・J・マルムスティーン | イングヴェイ・J・マルムスティーン | 4:25 |
| 6.                                                | 「バロック＆ロール」(Baroque & Roll)                   | (Instrumental)                    | (Instrumental)                    | 5:56 |
| 7.                                                | 「ストロングホールド」(Stronghold)                     | イングヴェイ・J・マルムスティーン | イングヴェイ・J・マルムスティーン | 4:17 |
| 8.                                                | 「マッド・ドッグ」(Mad Dog)                            | イングヴェイ・J・マルムスティーン | イングヴェイ・J・マルムスティーン | 3:24 |
| 9.                                                | 「イン・ザ・ネイム・オブ・ゴッド」(In The Name Of God) | イングヴェイ・J・マルムスティーン | イングヴェイ・J・マルムスティーン | 3:38 |
| 10.                                               | 「フリーダム・イズント・フリー」(Freedom Isn't Free)   | イングヴェイ・J・マルムスティーン | イングヴェイ・J・マルムスティーン | 4:08 |
| 11.                                               | 「マジェスティック・ブルー」(Majestic Blue)            | (Instrumental)                    | (Instrumental)                    | 6:03 |
| 12.                                               | 「ヴァルハラ」(Valhalla)                               | イングヴェイ・J・マルムスティーン | イングヴェイ・J・マルムスティーン | 6:44 |
| 13.                                               | 「タッチ・ザ・スカイ」(Touch The Sky)                  | イングヴェイ・J・マルムスティーン | イングヴェイ・J・マルムスティーン | 5:02 |
| 14.                                               | 「アイアン・クラッド」(Iron Clad)                      | イングヴェイ・J・マルムスティーン | イングヴェイ・J・マルムスティーン | 4:58 |
| 15.                                               | 「エア」(Air)                                          | (Instrumental)                    | (Instrumental)                    | 2:35 |
| 合計時間:                                         | 合計時間:                                              | 合計時間:                         | 69:10                             |      |

| #   | タイトル                                  | 作詞                              | 作曲・編曲                        | 時間 |
| --- | ----------------------------------------- | --------------------------------- | --------------------------------- | ---- |
| 16. | 「ノーバディーズ・フール」(Nobody's Fool) | イングヴェイ・J・マルムスティーン | イングヴェイ・J・マルムスティーン | 3:43 |

| #         | タイトル                          | 作詞                                                   | 作曲・編曲                                              | 時間 |
| --------- | --------------------------------- | ------------------------------------------------------ | ------------------------------------------------------- | ---- |
| 15.       | 「バトルフィールド」(Battlefield) | (Instrumental)                                         | (Instrumental)                                          | 3:26 |
| 16.       | 「ドリーミング」(Dreaming (Live)) | ジョー・リン・ターナー、イングヴェイ・マルムスティーン | ジョー・リン・ターナー 、イングヴェイ・マルムスティーン | 9:17 |
| 合計時間: | 合計時間:                         | 合計時間:                                              | 12:43                                                   |      |

## 参加者
- イングヴェイ・J・マルムスティーン	 - ギター、ベース、フレットレス・ベース、シンセサイザー・ギター、シタール、チェロ、キーボード、コーラス、ヴォーカル(#10)
- ドゥギー・ホワイト	 - 	ヴォーカル (#10を除いた全て)
- デレク・シェリニアン	 - 	キーボード
- パトリック・ヨハンソン	 - 	ドラム

## ライブ作品
Rise Up
- スペルバウンド・ライヴ・イン・タンパ

Baroque & Roll
- ライヴ・イン・デンヴァー
- スペルバウンド・ライヴ・イン・オーランド